# NGC 6548
NGC 6548 је спирална галаксија у сазвежђу Херкул која се налази на NGC листи објеката дубоког неба.
Деклинација објекта је + 18° 35' 14" а ректасцензија 18h 5m 59,2s. Привидна величина (магнитуда) објекта NGC 6548 износи 11,7 а фотографска магнитуда 12,7. Налази се на удаљености од 23,0000 милиона парсека од Сунца. NGC 6548 је још познат и под ознакама UGC 11115, MCG 3-46-13, CGCG 113-20, KCPG 529B, PGC 61404.